# CLAP

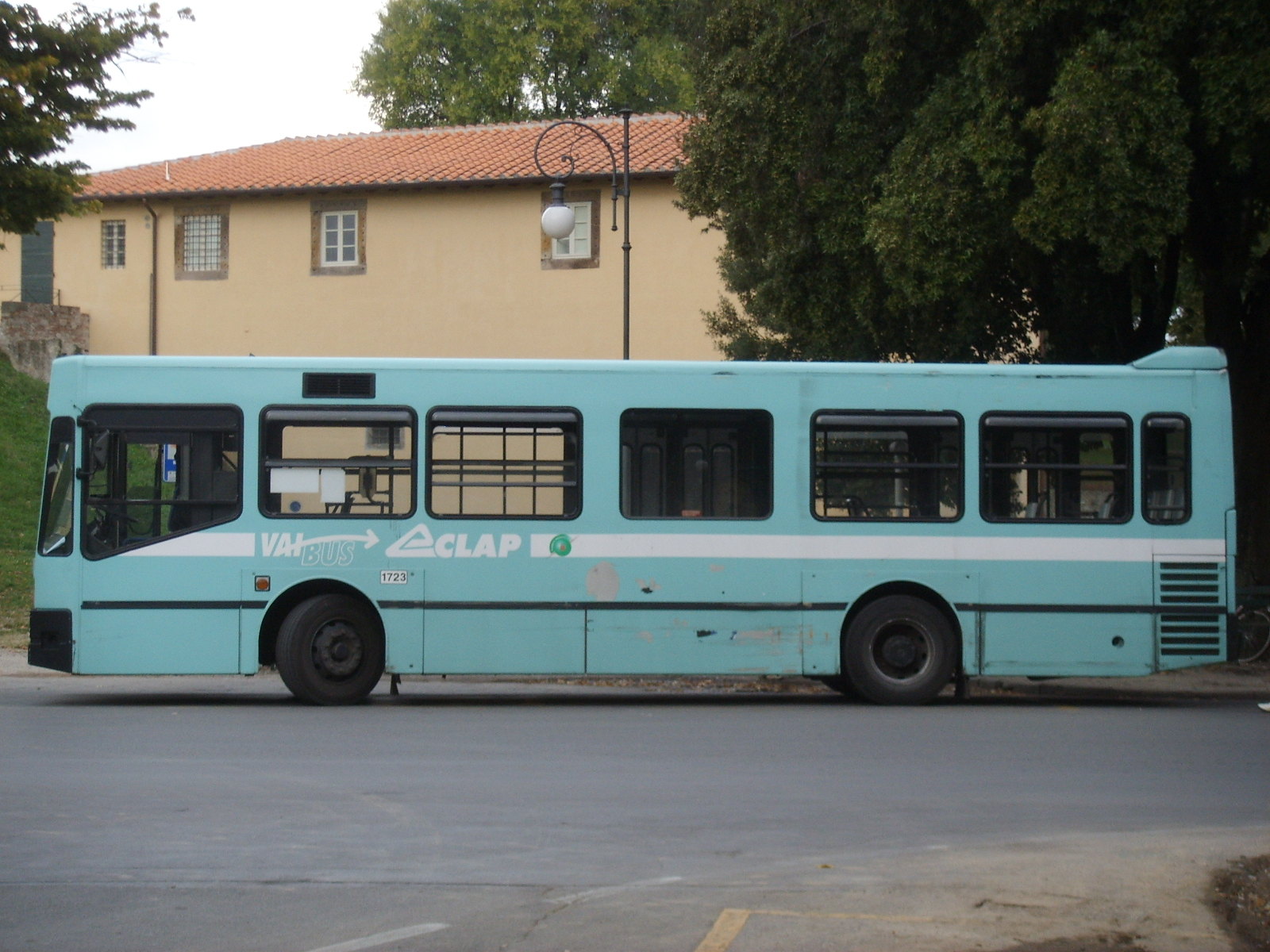
Autobus n. 1723 Iveco 480.10.21 TurboCity U in esercizio a Lucca

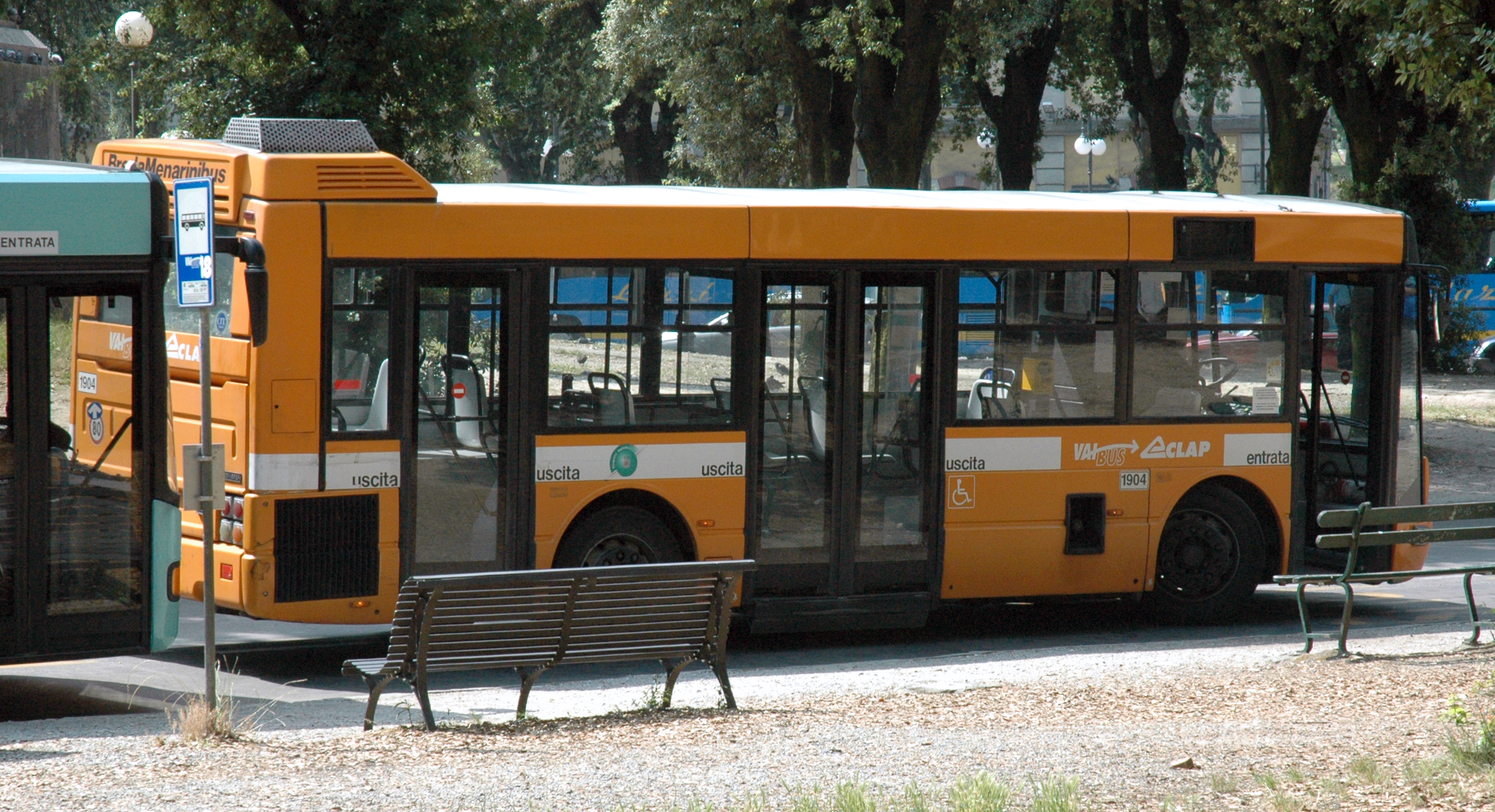
Autobus n. 1904 in esercizio a Lucca

CLAP (Consorzio Lucchese Autotrasporti Pubblici), nata nel 1969, è stata la principale azienda della provincia di Lucca nella gestione del trasporto pubblico locale, confluita in Vaibus nel 2005 con l'azienda F.lli Lazzi e la soc. C.lu.b., e nel 2012 assorbita dalla neonata società CTT Nord, il che decretò la scomparsa del nome CLAP.

## Esercizio
CLAP s.p.a. gestiva i trasporti urbani tra le principali città della piana di Lucca e della Versilia collegandone attraverso linee extraurbane i due centri principali (Lucca e Viareggio). 
Nel 2012 si riunisce con ATL Livorno, CPT Pisa, Lazzi area lucchese e successivamente ATN Massa Carrara a formare una nuova società, la già citata CTT Nord.

## Consorzi
Dal 2005, in seguito alla decisione della regione di assegnare il trasporto pubblico locale ad un unico gestore per ciascuno dei 14 lotti istituiti, partecipa al consorzio Vaibus s.c.a.r.l.